# افرابن
افرابن، روستایی است از توابع بخش بندپی شرقی شهرستان بابل در استان مازندران ایران.

## جمعیت
این روستا در دهستان سجادرود قرار دارد و براساس سرشماری مرکز آمار ایران در سال ۱۳۸۵، جمعیت آن ۴۱۰ نفر (۱۰۰خانوار) بوده‌است.